# Emmanuelle Béart
Emmanuelle Marie Hélène Béart (ejtsd: emmanüell mari elen beár) (Gassin, 1963. augusztus 14. –) César- és Európai Filmdíjas francia színésznő. 1996 és 2006 között az UNICEF nemzetközi jószolgálati nagykövete, majd számos humanitárius tevékenység aktivistája.

## Gyermekkora, iskolái
A Dél-Franciaországban született Emmanuelle Béart gyermekkorát a nagyvárosi forgatagtól távol, Cogolinben és a Sainte-Maxime-hoz közeli Beauvallonban töltötte. Anyja nevelte őt nővérével, Sarah Cerieix-el, és három fivérével, Olivier Guespin-nel, valamint Ivan és Mikis Cerieix-el együtt.
Művész szülők gyermeke. Apja Guy Béart, egyiptomi zsidó származású zeneszerző, előadóművész, édesanyja, Geneviève Galéa pedig egy olasz-görög származású egykori manöken és színésznő. Emmanuelle nagyon fiatal volt, amikor apja elhagyta a családot.
Kislányként lázadó természetű, az iskola nem nagyon érdekelte, ha tehette, kerülte. Arról álmodott, hogy színésznő lesz – rendszeresen utánozta iskolatársait.

## Pályafutása

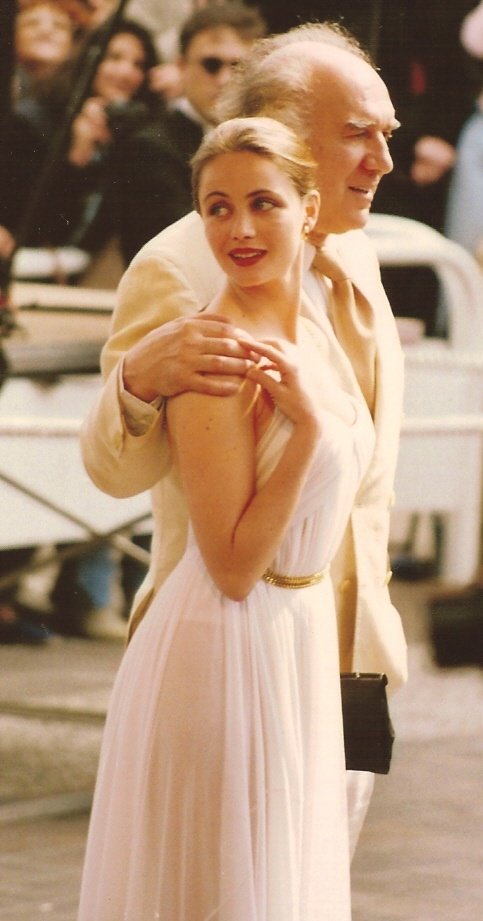
Michel Piccolival A szép bajkeverő bemutatója előtt az 1991-es cannes-i filmfesztiválon

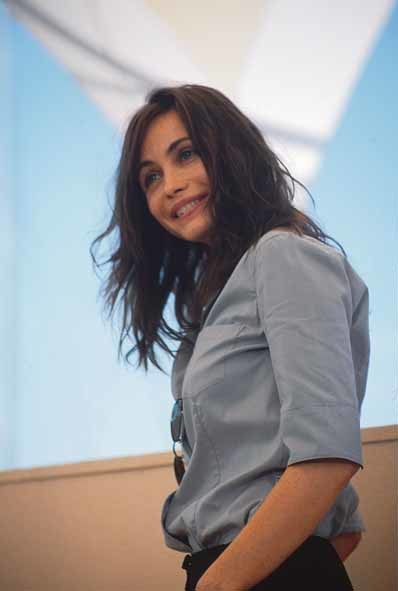
A 2000-es cannes-i filmfesztiválon

1971-ben, 8 éves korában statisztaszerepet kapott René Clément A nyúl futása a mezőn című filmjében, majd 1975-ben Jean Pourtalé Demain les mômes című alkotásában szerepelt faluja összes gyermekével, köztük Olivier bátyjával együtt. Már nagyon fiatalon Romy Schneider csodálójává lett.
1980-ban, 17 évesen, két hetes montréali utazáson vett részt. Annyira beleszeretett Kanadába, hogy ott maradt; második hazájának tekintette. Folytatta tanulmányait, megtanult angolul, majd a Collège International Marie de France-ban francia érettségi vizsgát tett. Ott találkozott Robert Altman filmrendezővel, aki bátorította, hogy menjen színészi pályára.
1983-ban visszatért Franciaországba, Párizsban beiratkozott Jean-Laurent Cochet színművészeti tanfolyamára. Szépségével annyira elbűvölte David Hamiltont, hogy három hónap után felajánlotta neki első filmszerepét az Első vágyak című erotikus filmjében. Ezt követte 1984-ben Jean-Pierre Dougnac Tiltott szerelem című drámája, mely szerepért 1985-ben jelölték a legígéretesebb fiatal színésznőnek járó César-díjra.
Ezzel elindult filmes, televíziós és színházi színésznői pályafutása.
1984-ben Édouard Molinaro Elrejtett érzelmek című filmjének forgatásán Emmanuelle Béart találkozott Daniel Auteuil-jel. Még a film forgatása közben összeházasodtak és több mint tíz éven át együtt éltek. Házasságukból született 1992 áprilisában Nelly.
1986-ban a házaspár nemzetközi hírnévre tett szert Claude Berri Marcel Pagnol regényéből készített …és a pokol című filmdrámájával. Emmanuelle ezért a szerepéért 1987-ben megkapta a legjobb mellékszereplő színésznőnek járó César-díjat, míg férje ugyanott a legjobb színész lett. Nevük együtt szerepelt a plakátokon Yves Montand-éval és Hippolyte Girardot-éval.
1991-ben kirobbanó sikert aratott Jacques Rivette A szép bajkeverőjében, melyben a Michel Piccoli által alakított festőnek, Édouard Frenhofernek meztelenül modellt álló fiatal nőt alakít.

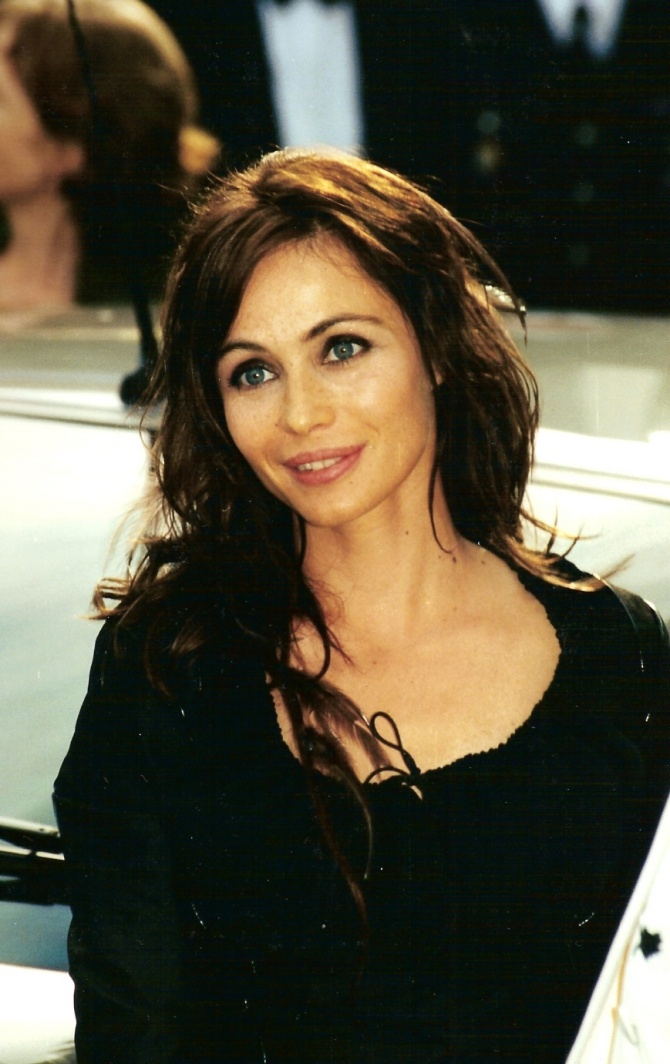
Emmanuelle Béart 2000-ben

1995-ben Emmanuelle Béart felkérést kapott Brian De Palma rendezőtől a Mission: Impossible női főszerepére, Tom Cruise és Jean Reno partnereként. A film világsikert aratott, azonban a színésznő nem nagyon értékelte Hollywood szellemiségét; gyorsan visszatért a francia szerzői filmekhez. A filmezés mellett színházi szerepeket is kapott.
1996 és 2006 között az UNICEF nemzetközi jószolgálati nagykövete; tíz éven át járta a világot és dolgozott a bántalmazott gyermekek érdekében és kampányolt az AIDS ellen.
2003-ban, 40 évesen, meztelenül mutatta meg magát az ELLE női magazin borítóján.
2007-ben csatlakozott a Ségolène Royal francia köztársasági elnökségét támogató bizottsághoz és részt vett a szocialista jelölt május elsejei Charléty stadionbéli nagygyűlésén.

## Magánélete
Emmanuelle Béart 1987 és 1998 között Daniel Auteuil színésszel élt házasságban. 1992 áprilisában született Nelly nevű kislányuk. 1996-ban, David Moreau zeneszerzővel, Patrick Bruel féltestvérével való viszonyából született fia, Yohann. Béart ma Belgiumban lakik két gyermekével.
Három éven át tartott fenn kapcsolatot a tragikus sorsú Vincent Meyer filmproducerrel, akit 2000-ben, Az utolsó jelenet forgatásán ismert meg, és aki a 2003-as cannes-i fesztivál idején, amikor Béart a Kallódók azúr-parti versenyén tartózkodott, Párizsban öngyilkos lett.
Később összeismerkedett Michaël Cohen francia színésszel, akihez 2008. augusztus 13-án férjhez ment. Polgári esküvőjüket a belgiumi Genappe-ban tartották. Közösen adoptáltak egy etióp gyermeket, Surifelt. 2011-ben házasságukat felbontották.

## Humanitárius elkötelezettsége
Anyjának köszönhetően, aki annak idején megalapította a „Réflexe Solidarité” szervezetet, Emmanuelle Béart már kisgyermekként kapcsolatba került a humanitárius tevékenységgel.
Tíz éven át, 1996-tól 2006-ig volt az UNICEF francia bizottságának jószolgálati nagykövete. Előbb Mauritániában járt, majd vietnámi, mali, thaiföldi és Sierra Leonei gyermekekkel találkozott. A szervezet New York-i központja 2002-ben „különleges képviselőnek” nevezte ki, s diplomata útlevéllel látta el. Utolsó útja során Kenyában készített riportot AIDS-es gyermekekkel.
Emmanuelle Béart arra is felhasználja a közéletben és a médiában elért hírnevét, hogy olyan humanitárius akciókban vegyen részt, mint 1996-ban a párizsi Szent Bernát templomot megszálló, rendezetlen státusú külföldiek ügyének felkarolása, ami miatt a Dior divatház felbontotta a vele korábban kötött szerződést. 2006-ban – noha ő maga külföldön él – ugyancsak fellépett a „papír nélküliek” jogainak rendezéséért a Párizs-közeli Cachan településen történt kilakoltatások és jogtalan épületfoglalások ügyében.

## Filmjei
- 1972 – A nyúl futása a mezőn (La course du lièvre à travers les champs)
- 1976 – Demain les mômes
- 1980 – Le grand Poucet (tévéfilm)
- 1983 – Első vágyak (Premiers désires)
- 1984 – Zacharius (tévéfilm)
- 1984 – Tiltott szerelem (Un amour interdit)
- 1984 – Raison perdue (tévéfilm)
- 1985 – Elrejtett érzelmek (L'amour en douce)
- 1986 – La femme de sa vie (a Cinéma 16 tévésorozat része)
- 1986 – Et demain viendra le jour (tévéfilm)
- 1986 – …és a pokol (Manon des sources)
- 1987 – Angyal első látásra (Date with an Angel)
- 1988 – A magas szőke + két szőke[14] (À gauche en sortant de l'ascenseur)
- 1989 – Marie Antoinette, reine d'un seul amour (Les jupons de la révolution tévésorozat része)
- 1989 – Les enfants du désordre
- 1990 – Fracassa kapitány (Il viaggio di Capitan Fracassa)
- 1991 – Le bateau de Lu
- 1991 – A szép bajkeverő (La belle noiseuse)
- 1991 – J'embrasse pas
- 1992 – Divertimento
- 1992 – Dermedt szív (Un cœur en hiver)
- 1993 – Rupture(s) (1993)
- 1994 – A pokol (L'enfer)
- 1995 – Egy francia nő (Une femme française)
- 1995 – Nelly és Arnaud úr (Nelly & Monsieur Arnaud)
- 1996 – Le dernier Chaperon rouge (kisjátékfilm)
- 1996 – Mission: Impossible
- 1998 – Don Juan
- 1998 – Életrabló (Voleur de vie)
- 1999 – Megtalált idő (Le temps retrouvé)
- 1999 – Elefánt Juice (Elephant juice)
- 1999 – Karácsonyi kavarodás (La bûche)
- 2000 – Érzelmek útvesztői (Les destinées sentimentales)
- 2001 – Voyance et manigance
- 2001 – Az utolsó jelenet (La répétition)
- 2002 – 8 nő (8 femmes)
- 2002 – Searching for Debra Winger (dokumentumfilm)
- 2003 – Kallódók (Les égarés)
- 2003 – Marie és Julien története (Histoire de Marie et Julien)
- 2003 – Nathalie...
- 2004 – A boire
- 2005 – A három testőr visszatér (D'Artagnan et les trois mousquetaires)
- 2005 – Lábnyom (Un fil à la patte)
- 2005 – A pokol (L'enfer)
- 2006 – Bosszúszomj (A Crime)
- 2006 – Kék Papagáj (Le héros de la famille)
- 2007 – Szemtanúk (Les témoins)
- 2008 – Disco
- 2008 – Mes Stars et moi
- 2008 – Vinyan - Az elveszett lelkek (Vinyan)
- 2010 – Nous trois
- 2010 – Ça commence par la fin
- 2011 – Ma compagne de nuit
- 2011 – Le grand restaurant II (tévéfilm)
- 2011 – Les amours perdues (kisjátékfilm)
- 2011 – Bye Bye Blondie
- 2012 – Le désert de l'amour (tévéfilm)
- 2012 – Le reste du monde (tévéfilm)

## Díjak, jelölések
- César-díj
  - 1985 jelölés: legígéretesebb fiatal színésznő – Tiltott szerelem
  - 1986 jelölés: legígéretesebb fiatal színésznő – Elrejtett érzelmek
  - 1987 díj: legjobb mellékszereplő színésznő – ...és a pokol
  - 1990 jelölés: legjobb színésznő – Les Enfants du désordre
  - 1992 jelölés: legjobb színésznő – A szép bajkeverő
  - 1993 jelölés: legjobb színésznő – Dermedt szív
  - 1996 jelölés: legjobb színésznő – Nelly és Arnaud úr
  - 2001 jelölés: legjobb színésznő – Érzelmek útvesztői
- Moszkvai Nemzetközi Filmfesztivál
  - 1995 díj: a legjobb színésznő Egy francia nő
  - 2010 díj: Sztanyiszlavszkij-díj eddigi életművéért
- Európai Filmdíj
  - 2002 díj: Legjobb európai színésznő – 8 nő
- Berlini Nemzetközi Filmfesztivál
  - 2002 díj: Ezüst Medve[7] – 8 nő

## Fordítás
- Ez a szócikk részben vagy egészben  az   Emmanuelle Béart című francia Wikipédia-szócikk ezen változatának fordításán alapul.  Az eredeti cikk szerkesztőit annak laptörténete sorolja fel. Ez a jelzés csupán a megfogalmazás eredetét és a szerzői jogokat jelzi, nem szolgál a cikkben szereplő információk forrásmegjelöléseként.